# Cochliarium lasiostoma
Cochliarium lasiostoma är en tvåvingeart som beskrevs av Becker 1894. Cochliarium lasiostoma ingår i släktet Cochliarium och familjen kolvflugor. Inga underarter finns listade i Catalogue of Life.